# AEW Double or Nothing
AEW Double or Nothing é um evento pay-per-view (PPV) de wrestling profissional produzido pela All Elite Wrestling (AEW). Fundado em 2019, é realizado anualmente em torno do Memorial Day. O inaugural Double or Nothing também foi o primeiro PPV, bem como o primeiro evento produzido pela AEW e, portanto, é considerado o principal evento da promoção. Também é considerado um dos PPVs "Big Four" da AEW, junto com All Out, Full Gear e Revolution.

## História
O evento inaugural Double or Nothing ocorreu durante o fim de semana do Memorial Day em 25 de maio de 2019, no MGM Grand Garden Arena, no subúrbio de Paradise, Nevada, em Las Vegas. Este evento de 2019 também foi o primeiro pay-per-view (PPV) produzido pela All Elite Wrestling (AEW), que havia sido fundada em janeiro daquele ano. Como tal, Double or Nothing é considerado o evento mais importante da AEW. O presidente e CEO da AEW, Tony Khan, referiu-se a Double or Nothing como um dos "quatro grandes" PPVs da promoção, seus quatro maiores shows do ano produzidos trimestralmente, junto com All Out, Full Gear e Revolution.
Embora a AEW tenha planejado sediar novamente o evento de 2020 no mesmo local em 23 de maio daquele ano, o local cancelou todos os eventos até 31 de maio devido à pandemia do COVID-19. Em resposta, a promoção anunciou que o evento de 2020 ainda prosseguiria conforme planejado (o que ocorreu no Daily's Place e no estádio TIAA Bank Field em Jacksonville, Flórida), além de confirmar que um terceiro Double or Nothing emanaria do MGM Grand Garden Arena. em 29 de maio de 2021. Além de oferecer reembolsos, os ingressos comprados para o show de 2020 seriam válidos para o evento de 2021. No entanto, devido à pandemia em andamento, o evento de 2021 também foi transferido para o Daily's Place em Jacksonville e foi adiado um dia para 30 de maio; como resultado, o MGM Grand Garden Arena emitiu reembolsos para todos os ingressos comprados originalmente. AEW retomou a turnê ao vivo em julho, portanto, o Double or Nothing de 2021 foi o PPV final da promoção realizado no Daily's Place durante a pandemia. Foi também o primeiro show da empresa a funcionar com capacidade total durante a pandemia.
Em dezembro de 2021, foi confirmado que o Double or Nothing 2022 retornaria o evento a Las Vegas. Também foi anunciado que o evento sediaria as finais da inaugural Owen Hart Cup. Em 23 de fevereiro de 2022, a data foi confirmada para 29 de maio na T-Mobile Arena. O evento de 2023 também foi realizado na mesma arena em 28 de maio daquele ano. Em 27 de março de 2024, foi anunciado que, após cinco anos, o evento de 2024 retornaria ao MGM Grand Garden Arena com o Double or Nothing, marcado para 26 de maio daquele ano.

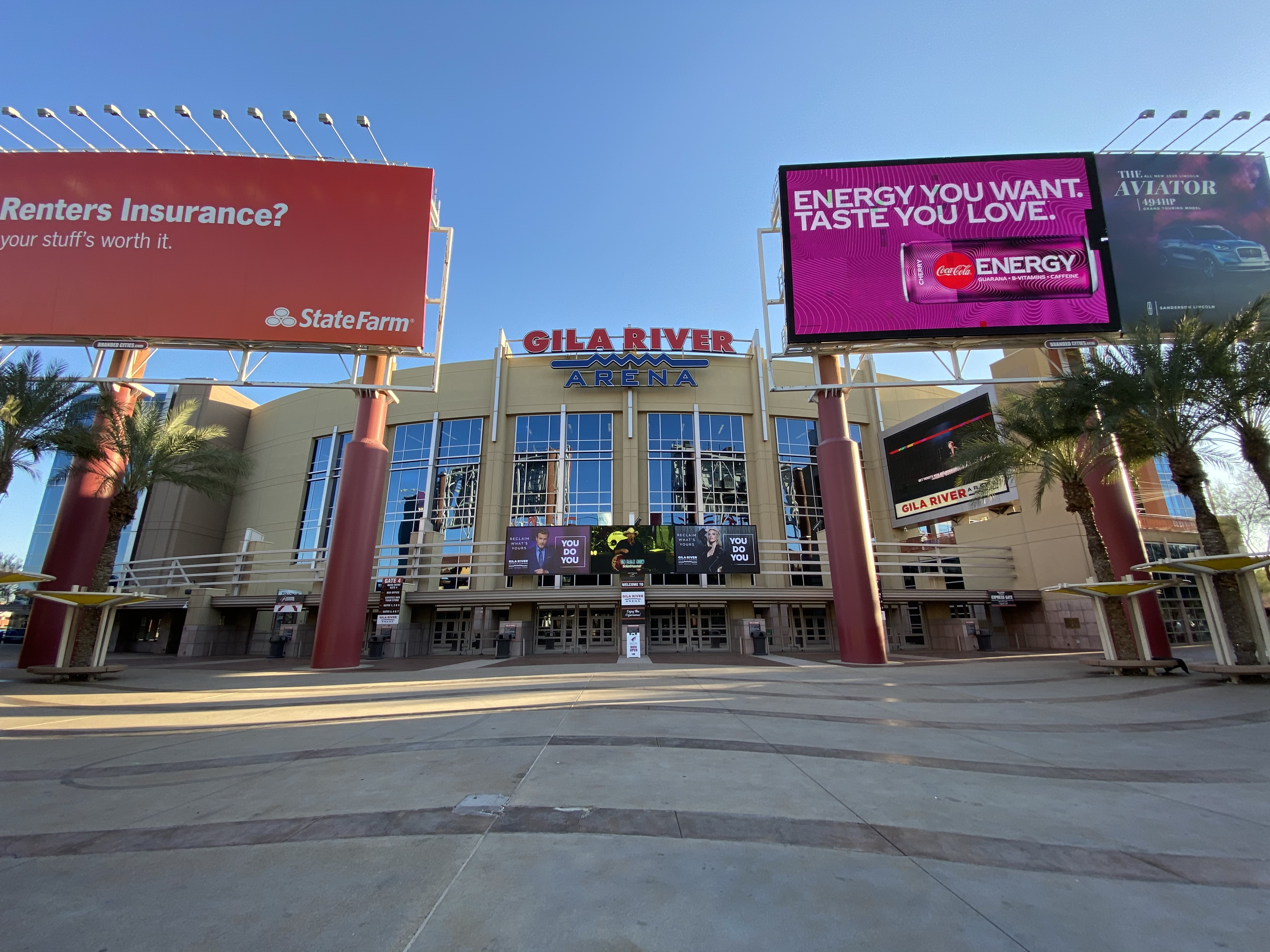
O Double or Nothing 2025 foi realizado na Desert Diamond Arena em Glendale, Arizona, marcando o primeiro evento Double or Nothing pós-pandemia a ocorrer fora de Las Vegas, mas ainda mantendo o tema de cassino devido à conexão do local com os Desert Diamond Casinos.

Em 19 de fevereiro de 2025, foi anunciado que o Double or Nothing 2025 seria realizado em 25 de maio de 2025, na Desert Diamond Arena em Glendale, Arizona, marcando o fim da tradição da promoção de realizar o evento na área de Las Vegas. O local compartilha o nome com os Desert Diamond Casinos, continuando assim o tema de cassino do Double or Nothing.

## Eventos
| No.                                                   | Evento                   | Data               | Cidade                | Local                         | Evento principal | Ref.          |
| ----------------------------------------------------- | ------------------------ | ------------------ | --------------------- | ----------------------------- | --- | ------------- |
| 1                                                     | Double or Nothing (2019) | 25 de maio de 2019 | Paradise, Nevada      | MGM Grand Garden Arena        | Chris Jericho vs. Kenny Omega para determinar quem iria lutar pelo inaugural Campeonato Mundial da AEW no All Out                                                                                     | [ 16 ] [ 17 ] |
| 2                                                     | Double or Nothing (2020) | 23 de maio de 2020 | Jacksonville, Flórida | Daily's Place TIAA Bank Field | Matt Hardy e The Elite (Adam Page, Kenny Omega, Matt Jackson e Nick Jackson) vs. The Inner Circle (Chris Jericho, Jake Hager, Sammy Guevara, Santana e Ortiz) em uma luta Stadium Stampede            | [ 18 ]        |
| 3                                                     | Double or Nothing (2021) | 30 de maio de 2021 | Jacksonville, Flórida | Daily's Place TIAA Bank Field | The Inner Circle (Chris Jericho, Jake Hager, Sammy Guevara, Santana e Ortiz) vs. The Pinnacle (MJF, Shawn Spears, Wardlow, Cash Wheeler e Dax Harwood) em uma luta Stadium Stampede                   | [ 6 ] [ 7 ]   |
| 4                                                     | Double or Nothing (2022) | 29 de maio de 2022 | Paradise, Nevada      | T-Mobile Arena                | "Hangman" Adam Page (c) vs. CM Punk pelo Campeonato Mundial da AEW | [ 10 ] [ 11 ] |
| 5                                                     | Double or Nothing (2023) | 28 de maio de 2023 | Paradise, Nevada      | T-Mobile Arena                | Blackpool Combat Club (Bryan Danielson, Jon Moxley, Claudio Castagnoli e Wheeler Yuta) vs. The Elite (Kenny Omega, Matt Jackson, Nick Jackson e "Hangman" Adam Page) em uma luta Anarchy in the Arena | [ 19 ]        |
| 6                                                     | Double or Nothing (2024) | 26 de maio de 2024 | Paradise, Nevada      | MGM Grand Garden Arena        | The Elite (Matthew Jackson, Nicholas Jackson, Kazuchika Okada e Jack Perry) vs. Time AEW (Darby Allin, Bryan Danielson, Dax Harwood e Cash Wheeler) em uma luta Anarchy in the Arena                  | [ 13 ]        |
| 7                                                     | Double or Nothing (2025) | 25 de maio de 2025 | Glendale, Arizona     | Desert Diamond Arena          | "Hangman" Adam Page vs. Will Ospreay na final masculina da Owen Hart Cup de 2025 por uma luta pelo Campeonato Mundial da AEW no All In.                                                               | [ 14 ]        |
| (c) – refere-se ao(s) campeão(es) que vão para a luta |                          |                    |                       |                               | |               |